# Каролинска кутиеста костенурка
Terrapene carolina е вид костенурка от семейство Блатни костенурки (Emydidae). Видът е уязвим и сериозно застрашен от изчезване.

## Разпространение
Разпространен е в Канада (Онтарио), Мексико (Веракрус, Тамаулипас и Юкатан) и САЩ (Алабама, Арканзас, Вашингтон, Вирджиния, Делауеър, Джорджия, Западна Вирджиния, Илинойс, Индиана, Канзас, Кентъки, Кънектикът, Луизиана, Масачузетс, Мейн, Мериленд, Мисисипи, Мисури, Мичиган, Ню Джърси, Ню Йорк, Ню Хампшър, Оклахома, Охайо, Пенсилвания, Северна Каролина, Тексас, Тенеси, Флорида и Южна Каролина).